# ويليام إتش. ويلسون
ويليام إتش. ويلسون هو مستكشف وسياسي أمريكي، ولد في 14 أبريل 1805 في نيوهامبشير في الولايات المتحدة، وتوفي في 17 أبريل 1856 في سايلم في الولايات المتحدة.